# Islámská architektura

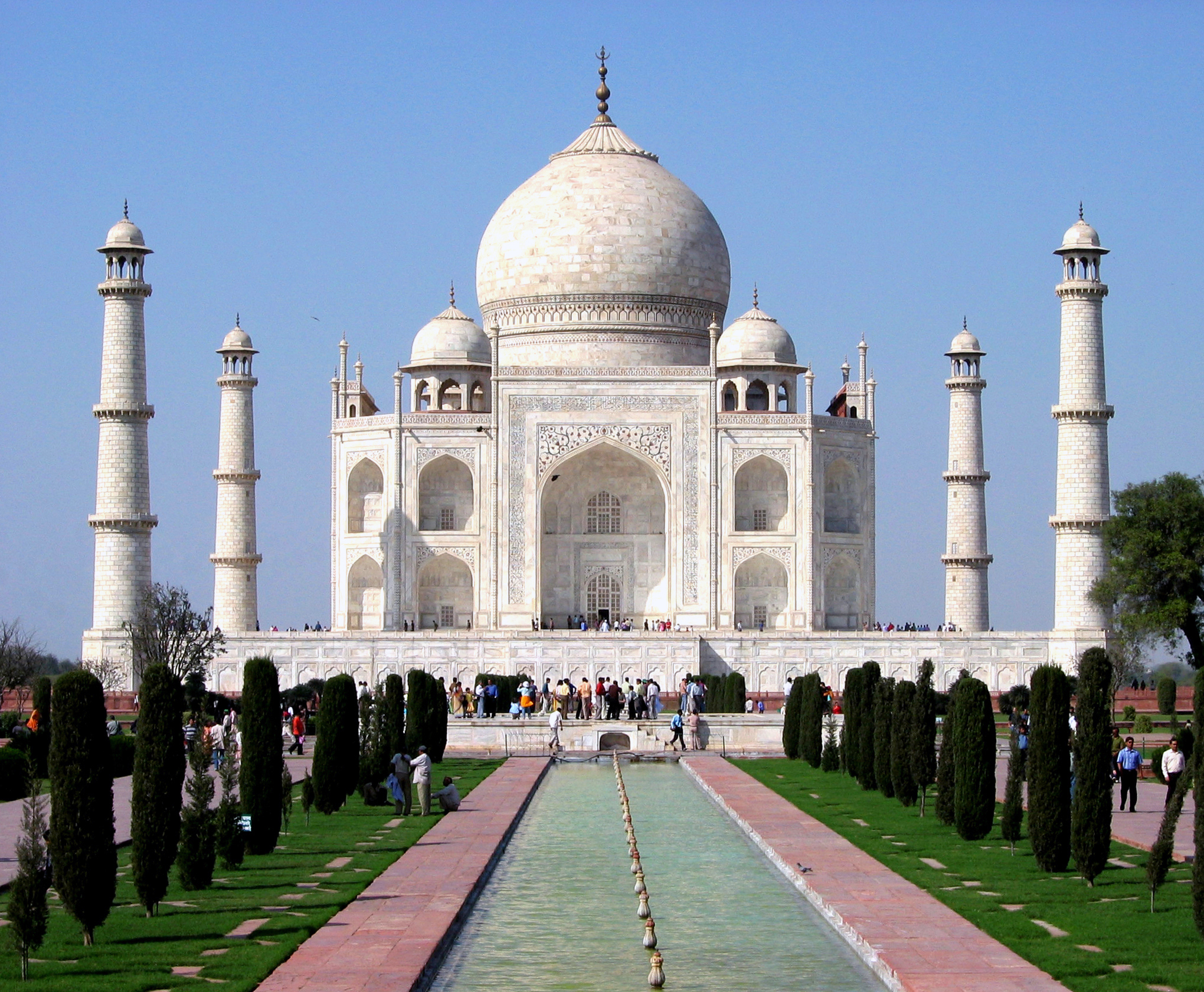
Tádž Mahal

Islámská architektura zahrnuje velmi širokou oblast architektury, a to jak historicky, tak geograficky. Ačkoli se o islámské architektuře zpravidla hovoří pouze ve smyslu náboženských staveb, zahrnuje i světské stavby.
Do islámské architektury se tak řadí stavby postavené po vzniku islámu (622) až do současnosti, na území ovládaném tímto náboženstvím. Místa jejího výskytu nelze omezit na tradičně muslimské oblasti, jako je Perský záliv, severní Afriku či Přední východ, ale lze se s ní setkat např. i ve Španělsku, Francii či v Indii. V současné době se muslimské náboženské stavby nacházejí po celém světě.

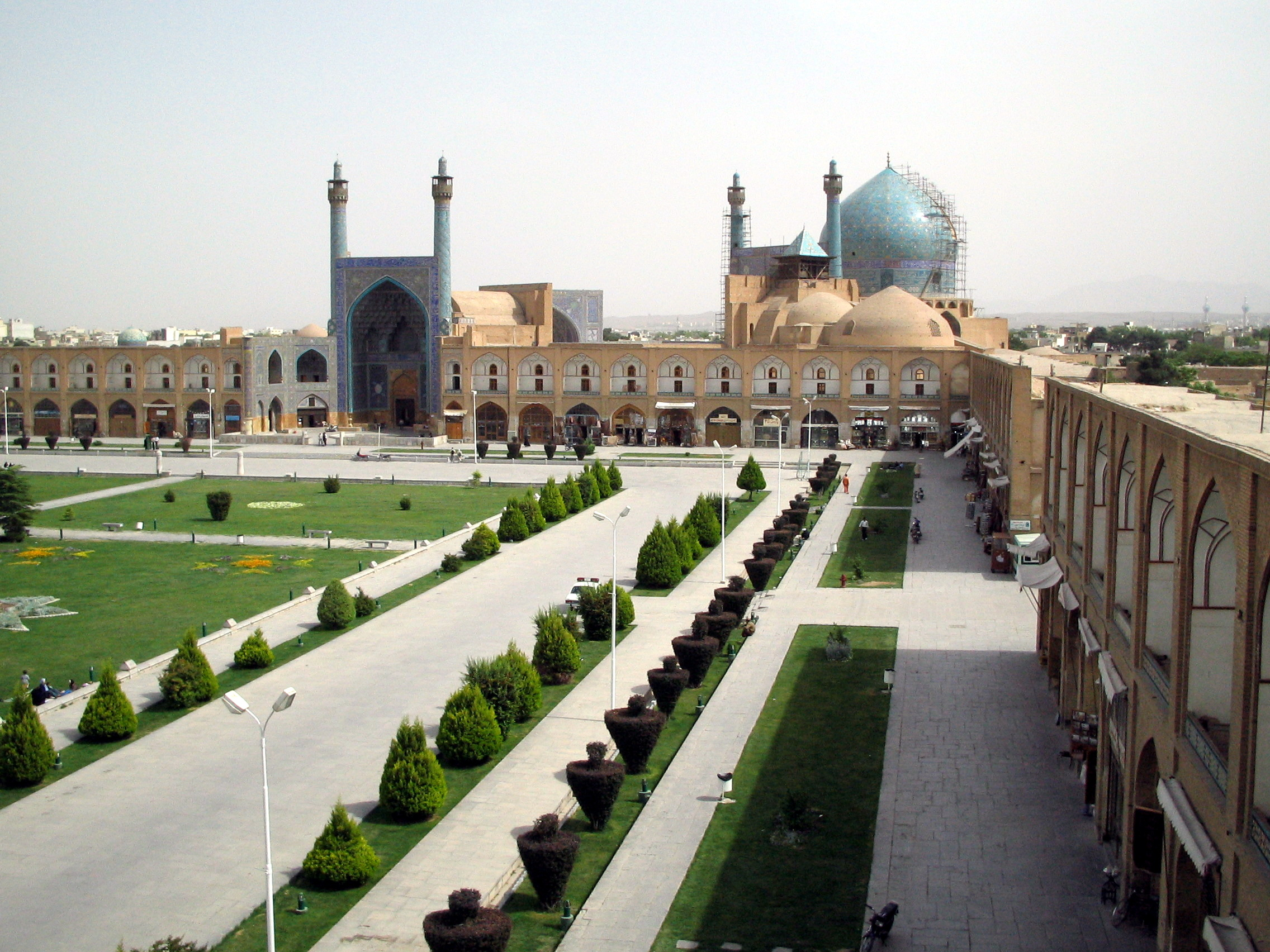
Masdžid-e šáh v Isfahánu

Z těchto důvodů nelze islámskou architekturu vnímat jako celek, ale je třeba rozlišovat historické epochy a jednotlivá centra. Vliv regionálních center je navíc podtržen skutečností, že Korán na rozdíl od Bible nikde neurčuje podobu ani pravidla postavení chrámu. Jednotlivá centra tak mohla navázat na lokální tradice, a to jak z hlediska vhodného materiálu, tak z hlediska stavebních technik. Přesto lze nalézt řadu typických prvků či společných rysů, které vyplývají z potřeb a vkusu běžného muslima. Za nejtypičtější oblíbený prvek lze považovat kopuli a různé druhy oblouků. Základními typy staveb jsou mešity, arabské domy s uzavřenou dispozicí, nádvořím a oddělenou ženskou a mužskou částí, ívány, pevnosti a mosty. Méně významnými, ale pro islámskou architekturu také typickými stavbami, jsou lázně či vodotrysky.

## Typické prvky islámské architektury
Pro Evropana je velmi obtížné správně porozumět islámské architektuře, protože vychází ze zcela jiných tradic než evropská architektura, její symbolika je vinou rozdílného historického vývoje a malé znalosti islámu zpravidla nepochopena, anebo se její výklad zužuje na konstatování, že stavby mají vyjadřovat nekonečnou moc Alláha. Skutečnost neustále se opakujících motivů, zákazu zobrazování lidské podoby atd. tím bývá obvykle považována za dostatečně vysvětlenou. Ve skutečnosti je interpretace islámské architektury složitější a její symbolika je stejně složitá a rozsáhlá jako křesťanská symbolika. Její rozvoj a zákonitosti provázela podobně široká polemika a její rozvoj probíhal podobně složitě jako rozvoj evropské architektury.
Obecně se v této architektuře vyvinulo několik charakteristických prvků. Nejtypičtějším prvkem pro stavby náboženského rázu se stala kopule, jejíž architektonické řešení je různé a prošlo poměrně složitým vývojem, během něhož vznikla řada problémů jak roznést váhu. Vyřešení těchto problémů umožnilo stavět větší kopule. Druhým typickým prvkem je využití kýlové klenby.
Od dalších architektonických rysů lze vždy najít řadu odchylek, přesto je lze považovat za typické pro tuto architekturu jako celek. Takto je možné hodnotit snahu spojit konstrukční funkci s funkcí dekorativní, přičemž dekorativní funkce nezřídka získala převahu. Typickým příkladem tohoto jevu je oblouk, jehož konstrukční využití se objevuje v islámské architektuře velmi brzy. Oblouk umožnil stavět velká prosklená okna i spojit nesourodé plochy uvnitř mešit. Pozdější zašpičatěné oblouky jsou ale projevem snahy po dekorativnosti, zašpičatění, kterého si lze všimnout na celé řadě prostupů či dveří, nemá žádný konstrukční význam. Snaha o monumentálnost a vzdušnost vedla k velkému používání štíhlých sloupů, které zpravidla měly kruhový průřez, zdobených až od patky. Objemnější sloupy byly zdobeny tak, aby působily dojmem, že vyrůstají ze stavby. Toto pojetí má svůj počátek v antice a i v islámské architektuře je časté zdobení pomocí svislých pruhů, vznikajících sice jinou technikou než v antice, ale konečný efekt je velmi podobný.
Brzy získala význam práce s prostorem, která vedla k vytváření různých nádvoří, a to nejen u náboženských či honosných budov, ale i u běžného světského stavitelství. Nádvoří jsou vždy dlážděná a mají za cíl umocnit dojem z budovy, plocha větších nádvoří bývá rozbita buď terénním rozčleněním, anebo stavbou altánku, nikdy se neobjevuje snaha rozbít plochu zelení.
Zdobení staveb pomocí tzv. arabské kaligrafie samotnou architekturu nijak neovlivňovalo, neboť se stavba nepřizpůsobovala plánu výzdoby, ale naopak výzdoba plánu stavby. Fakt, že islám zakázal zobrazovat osoby, vedl k eliminaci soch, což architektuře umožnilo využívat všech stěn (evropská architektura musela počítat s tímto druhem výzdoby), což vedlo k větší otevřenosti budov. Tento zákaz také vedl ke geometrické výzdobě budov – tzv. arabesky, které spočívaly v opakování stejného motivu; pro architekturu je takové pojetí výhodné, neboť stavba není vázána na pozdější plán výzdoby a osvětlení jednotlivých míst je omezeno jen konstrukčními možnostmi.
Specifickou a velmi důležitou oblastí architektury v islámu je zahradní architektura, která patří k nejrozpracovanějším v tomto oboru.

## Historie
Sledovat historii islámské architektury je poměrně problematické, protože v islámské architektuře nevznikly žádné nadregionální stavební slohy. Místní slohy jsou spojené s vládnoucí dynastií a souvisí s regionální historií a vkusem. Z tohoto důvodu se často sleduje spíše vývoj jednotlivých typů staveb než islámské architektury jako celku.

### Počátky islámské architektury

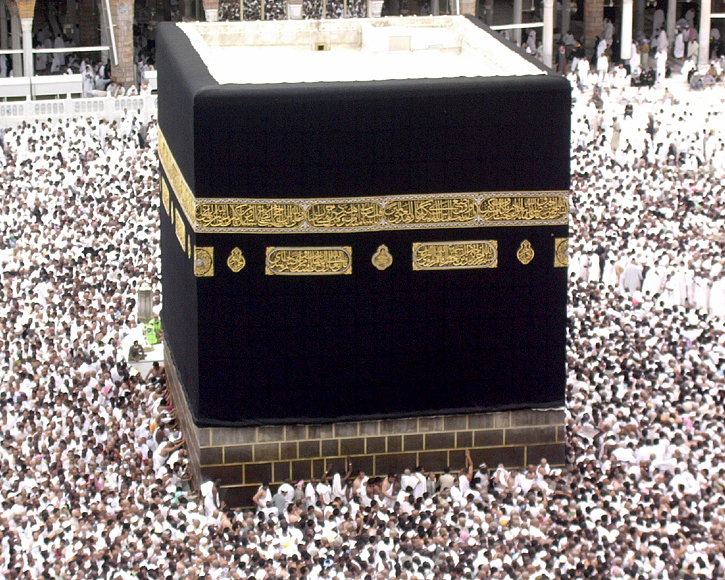
Ka'ba

Poté, co byl roku 622 proroku Muhammadovi předán od Boha islám, získával přívržence a během deseti let dobyli jeho přívrženci Mekku, kde přestavěli svaté útočiště Ka'ba. Z této stavby lze těžko usuzovat na úroveň předislámské architektury; jelikož se kromě této stavby nezachovala žádná památka, jsou názory na architektonickou úroveň různé. Samotná Ka'ba je stavba, kterou islámská architektura nikdy neopakovala, což ukazuje její jedinečnost, z architektonického hlediska je ale tato stavba nevýznamná a ukazuje na nízkou úroveň stavitelství. V této době však žádná islámská architektura nevznikala a její projevy byly pouze pokračováním předislámské architektury.
Po smrti Muhammada (632) došlo k první expanzi islámu, již v toto dobu se objevují první mešity, které vycházely z myšlenky, že musí pojmout muslimy dané oblasti, kromě toho musela mešita mít sedátko pro imáma, který přednášel kázání. Šíření islámu však v letech 634–661 probíhalo živelně a chaoticky a neexistoval tak důvod ke vzniku rozsáhlejších architektonických děl. V tomto období se muslimové shromažďovali v již existujících budovách dobytých měst, stavební činnost vyvíjeli pouze při zakládání měst a ani zde nevznikala nijak významná díla.

### Umajjovské období

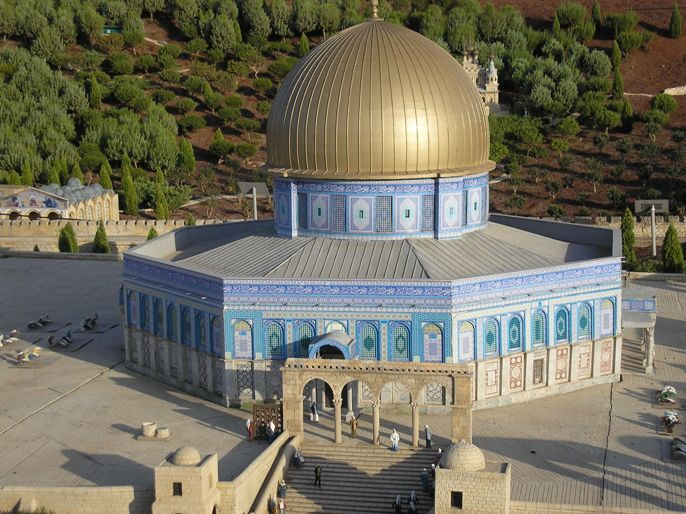
Skalní dóm

Roku 661 přenesl chalífa Mu'áwija politické centrum z Medíny do Damašku a začal organizovat politický život říše. Tuto říši se podařilo stabilizovat teprve jeho třetímu nástupci Abdumalikovi, za jehož vlády se umění a architektura staly nedílnou součástí života v říši. Zajímavostí tohoto období je, že se pokusilo vytvořit islámskou ikonografii, přestože se v islámu od počátku objevovaly silné tendence k nezobrazování lidských bytostí. Jako zákaz se ale prosadila až po roce 750 v abbásovském období.
První velkou stavbou islámského světa je Skalní dóm v Jeruzalému, dokončený roku 692. Tato stavba vychází z byzantských a římských vzorů, avšak její centrální kopule je umístěna vysoko nad sloupovou chodbou. Cílem této stavby bylo demonstrovat moc nad Jeruzalémem.

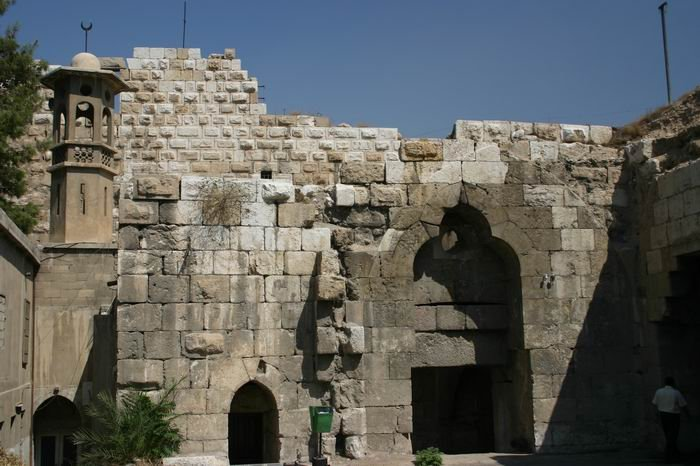
Damašek

Mešity tohoto období mají různý charakter, zpravidla se jedná o malé stavby či přestavby jiných starších budov. Zpočátku nebyla mešita nijak standardizována a byla omezena pouze náboženskými potřebami. Na příkaz chalífy Valída vznikly tři mešity, které se staly nejvýznamnějšími stavbami tohoto typu v tomto období. Mešity v Jeruzalémě a Medíně byly zničeny a lze je jen částečně rekonstruovat z dobových nákresů a archeologických vykopávek. Mešita v Damašku však zůstala zachována a umožňuje nám tak udělat si poměrně přesnou představu o architektonických možnostech doby. Damašská mešita je sice také ovlivněna antickými vzory, ale přináší i novou práci s prostorem, která ovlivnila další stavby islámského světa. Kolem nádvoří je ze tří stran sloupořadí, zatímco k jižní straně jsou připojeny tři lodě. Sloupy i jejich hlavice pocházejí ze zbouraných antických staveb, což urychlilo a zlevnilo práce a umocňuje antický vliv. Při stavbě této mešity byl pravděpodobně poprvé použit minaret.
Nalezené světské stavby jsou známy jako umajjovské zámky a jsou výrazně ovlivněny římskými villami. Tento vliv je však doplněn z íránské architektury, drtivá většina geometrických znalostí a představ pocházela od římských a byzantských znalostí.

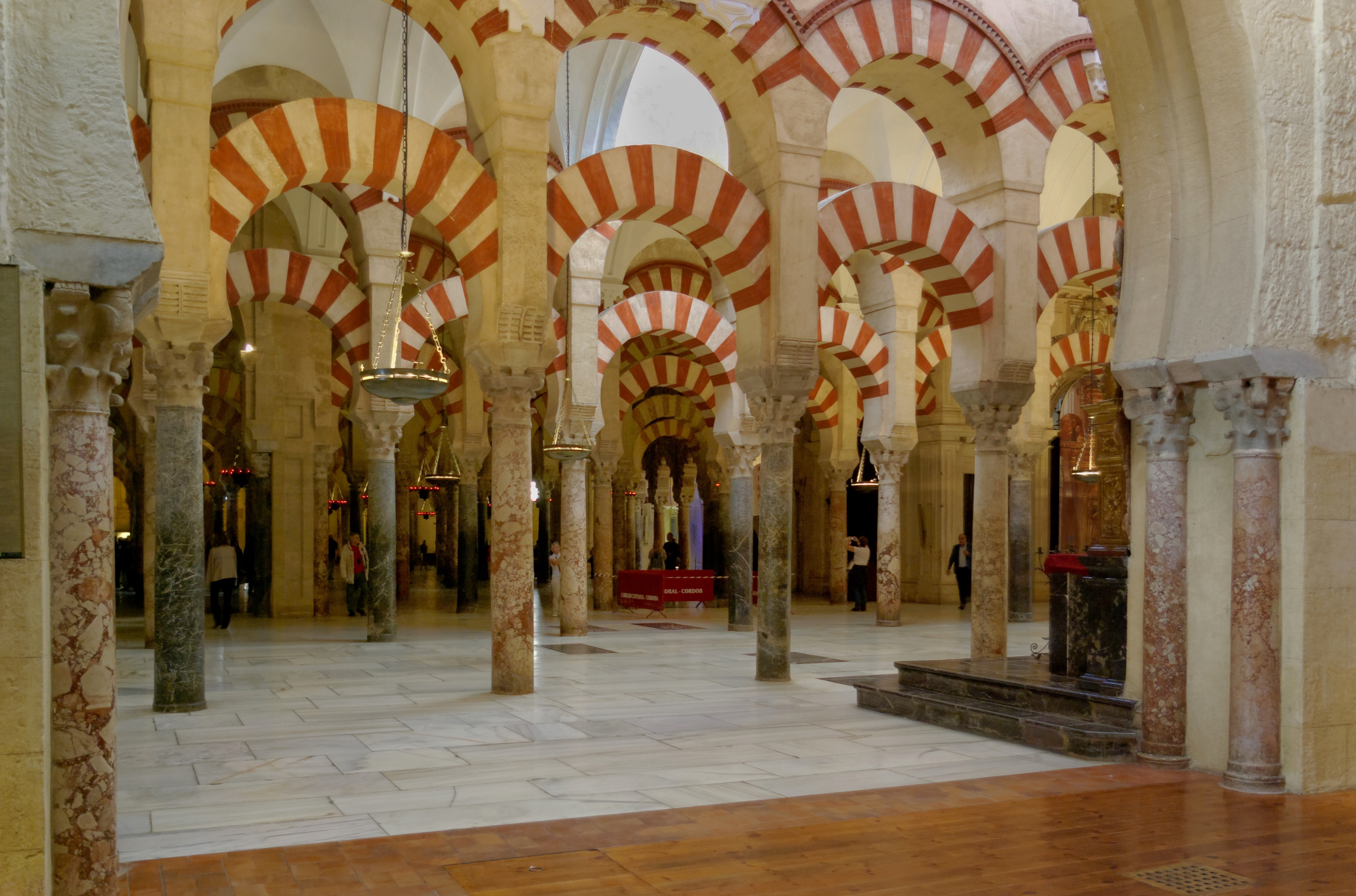
Sloupy v mešitě v Córdobě

Pokračování této architektury je ve španělské Andalusii, kde se udržela umajjovská dynastie i po ztrátě moci ve zbytku říše. Architektura se zde postupně provázala s architekturou předislámského Španělska, i když islámská byla dominantní. Vrcholné dílo lze nalézt v sídelním městě Córdobě: V Córdóbské mešitě, postavené v 8. století, se např. poprvé objevuje řešení pomocí systému nad sebou stojících oblouků.

### Abbásovské období

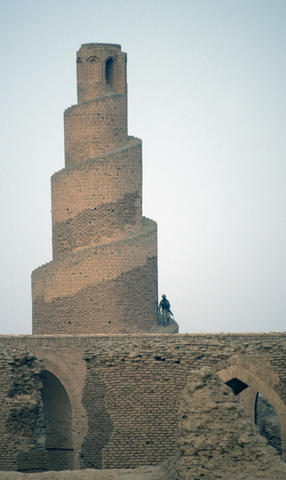
Abu Dulafova mešita

Po roce 740 vypuklo několik občanských válek, které skončily změnou vládnoucí dynastie a přesunem politického centra do Iráku k Abbásovcům. Tato dynastie vládla do konce 10. století, avšak již od jeho poloviny začala ztrácet na významu a počátkem 11. století již měla jen moc na úrovni iráckých sultánů.
Centrem říše se stal Bagdád, ve kterém se však z této doby nezachovalo vůbec nic. Architektonické památky tohoto období se nejlépe zachovaly v Sámaře, kde Abbásovci z politických důvodů sídlili ve druhé polovině 9. století. Ačkoli je Sámarra prozkoumána jen částečně, lze tvrdit, že v tomto období vyvrcholil hypostylový styl. Nedošlo prakticky k žádným významnějším objevům, které by změnily mešitu. Ty se ale staly opravdovým shromaždištěm věřících. Byly budovány bez zbytečných ozdob, jako materiál byly používány cihly. V Sámaře byla postavena největší mešita všech dob tzv. Velká mešita, novinkou vymyšlenou na území Iráku, která se uplatnila i zde, je točitý minaret. Další známou mešitou Sámarry je Abú Dulafova mešita, která je taktéž ve velice strohém stylu. Mešita se tak stala základním stavebním typem, jehož řešení se postupně promítlo i do ostatních staveb.
V Sámaře lze kromě náboženských nalézt i civilní stavby, nejvýznamnější je palác al-Džausak al-chákání, svým způsobem město ve městě, kde žili všichni členové vládnoucího rodu.
Co se týče městských staveb, tak lze rozlišovat několik stylů, které se spíše liší v míře zdobnosti než ve výrazných rozdílech v samotné architektuře či urbanismu.

#### Provinční centra abbásovské dynastie

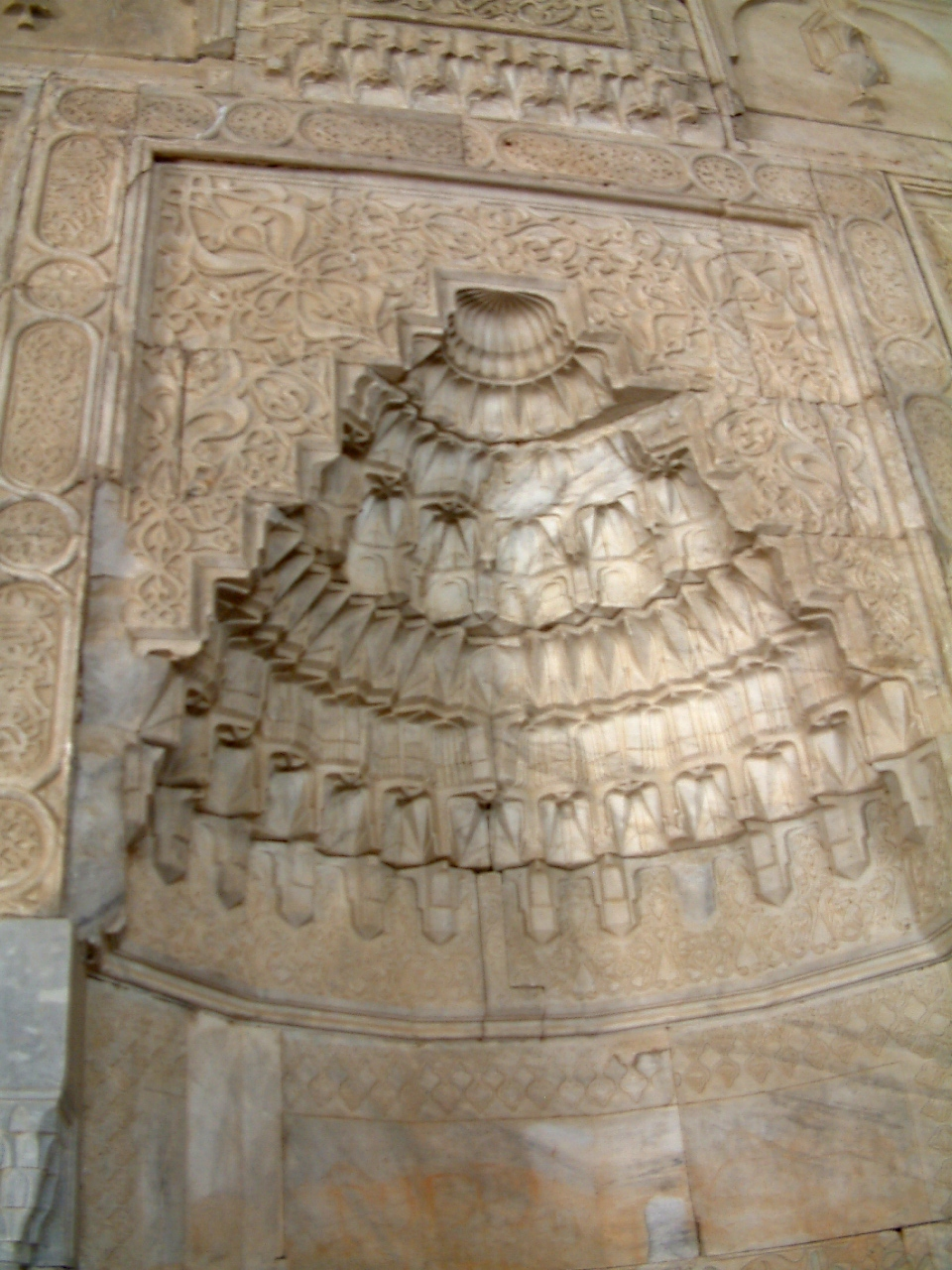
Ukázka typických zdobných prvků

Jelikož neexistoval jednotný názor na umění, vznikla řada provinčních center, jejichž architektonické výsledky se velmi lišily, a to ne vždy v přímé souvislosti s jejich politickou nezávislostí. Např. Egypt byl politicky zcela nezávislý na Bagdádu, ale jeho architektura byla abbásovskou velmi ovlivněna, o čemž svědčí i Ibn Túlůnova mešita, prakticky jediná zachovalá stavba Egypta z tohoto období. Architektonicky zcela nezávislou oblastí byla Andalusie, kde prakticky pokračovalo umajjovské období, neboť tato oblast zůstala pod kontrolou Umajjovců.
Druhou víceméně nezávislou islámskou provincií byl Tunis, kde se však nezávislost projevila i na architektuře a íránská architektura byla obohacena o místní vlivy. Ty se projevily především na menších stavbách světského rázu. Organizace těchto staveb totiž podléhala správcům, kteří byli spojeni s původní kulturou této oblasti.
Nejvíce se místní zákonitosti projevily v severovýchodním Íránu, kde se vystřídalo několik dynastií, díky nimž vznikla architektura spojující zdejší předislámské prvky s islámskou architekturou. Téměř všechna architektonická díla této oblasti však známe pouze z popisů, protože byla později zničena a archeologický výzkum této lokality je velmi komplikovaný. Jako stavební materiál se používaly téměř výhradně cihly. Prakticky jediná významná zachovalá ukázka této architektury je mauzoleum Sasánovců, které dokládá skutečnost, že v islámské architektuře se postupně rozvinul trend spojit nosné a zdobné prvky.

### Islámská architektura v 11. až 13. století

Samarkand

V tomto období došlo k prudkému zvýšení počtu muslimů. Jelikož k němu docházelo na celém jimi ovládaném území, začal být problém udržovat jednotu. Postupný rozpad jednoty je patrný na celém islámském umění, i na politice tohoto období. Díky prosazování regionálních zájmů došlo v některých oblastech k prudkému rozvoji, zatímco jiné stagnovaly. Pro architekturu je typická snaha oddělit od sebe jednotlivé funkce budov. Tyto tendence jsou patrné především u staveb sloužících k náboženským účelům, kde se postupně vyvinulo několik nových typů budov.
Ačkoli se ke stavbě stále používal hlavně místně dostupný materiál, začaly se pozvolna prosazovat cihly, které měly oproti jiným stavebním materiálům řadu výhod. V tomto období islámské stavitelství objevilo řadu konstrukčně důležitých prvků, z nichž nejdůležitější byly zvládnutí valivé klenby s více ohnisky a konstrukční úlohy spojené se zvládnutím kopule. Architektura tohoto období chce být přitažlivá, muslimové pomocí staveb cíleně měnili ráz města, což jim umožnilo lépe prosadit své náboženství a svoji vládu. V tomto období již islám definitivně došel k zákazu zobrazovat osoby, z čehož vyplynula nutnost hledat motivy pro výzdobu jinde, nejčastěji se prosadila geometrická výzdoba, z níž se vyvinuly mukarnasy.
Základním druhem sakrálně zaměřené architektury zůstala mešita, která se stále stavěla v hypostyle, a to především na nově získaných územích. V severní Africe se lze setkat s několika inovacemi, jejichž význam byl spíše regionálního charakteru. Významnou změnou však bylo využití ívánů, které se objevilo počátkem 12. století v západním Íránu, odkud se rozšířilo po velké části muslimského světa. Tato inovace postupně změnila rozložení prostor pro věřící, středová dvorana tak začala určovat vzhled budovy.
Nové typy budov vznikly z potřeby zabránit působení různých sektářských hnutí pomocí náboženské a právnické výchovy kontrolované státem. Tento trend začal již v 11. století, pro tento účel byly stavěny speciální budovy tzv. madrasy. O podobě prvních madras neexistují žádné prameny, od poloviny 12. století získávají madrasy některé společné rysy, ačkoli se zdaleka nejednalo o nějaký uniformní vzhled. To platí i o dalších nových budovách, jako byly ribáty a chánkáhy.
Zajímavou kapitolou islámské architektury jsou mauzolea, tyto stavby nemají žádný předislámský vzor a jejich funkce směřuje proti původním ideálům islámu. Díky tomu, že neexistovala žádná předloha ani náboženská omezení, existuje celá řada diametrálně rozlišných mauzoleí, ačkoli i v tomto množství lze najít několik základních typů.
Na pomezí civilních a náboženských staveb stojí věže, které totiž nesloužily pouze ke svolávání věřících k modlitbě, ale sloužily i jako orientační body či jako vítězný památník, který ohlašoval nástup islámu do nové oblasti.
Civilní architektura zahrnuje mnoho druhů staveb, z nichž jsou architektonicky zajímavé především paláce a lázně. Paláce byly zpravidla komplexem mnoha budov, přičemž hlavní palác míval několik dvorů, kopulovitých síní a ívánů. Zdi bývaly zdobeny výjevy z dvorského života.
V tomto období vznikl i systém vojenské architektury. Prakticky v každém městě byla citadela sloužící k armádním účelům. Uskutečnění takové stavby bylo zpravidla spojeno s rekonstrukcí či stavbou hradeb. Byly situovány tak, aby armáda mohla bez nejmenších problémů ovládat město a zároveň nebyla odříznuta od dění za hradbami. Naznačuje to, že posádky plánovaně sloužily jak pro případ útoku, tak pro případ vzpoury.

### Islámská architektura od 13. století
Ve 13. století došlo k mongolské expanzi, která rozbila jednotný muslimský stát na několik částí, které žily politicky i architektonicky rozdílným životem. V tomto období tak lze mluvit pouze o islámské architektuře těchto jednotlivých říší, protože tyto architektury pouze navazují na předchozí vývoj, ale dále nejsou ve vzájemném kontaktu.

#### Architektura osmanské říše

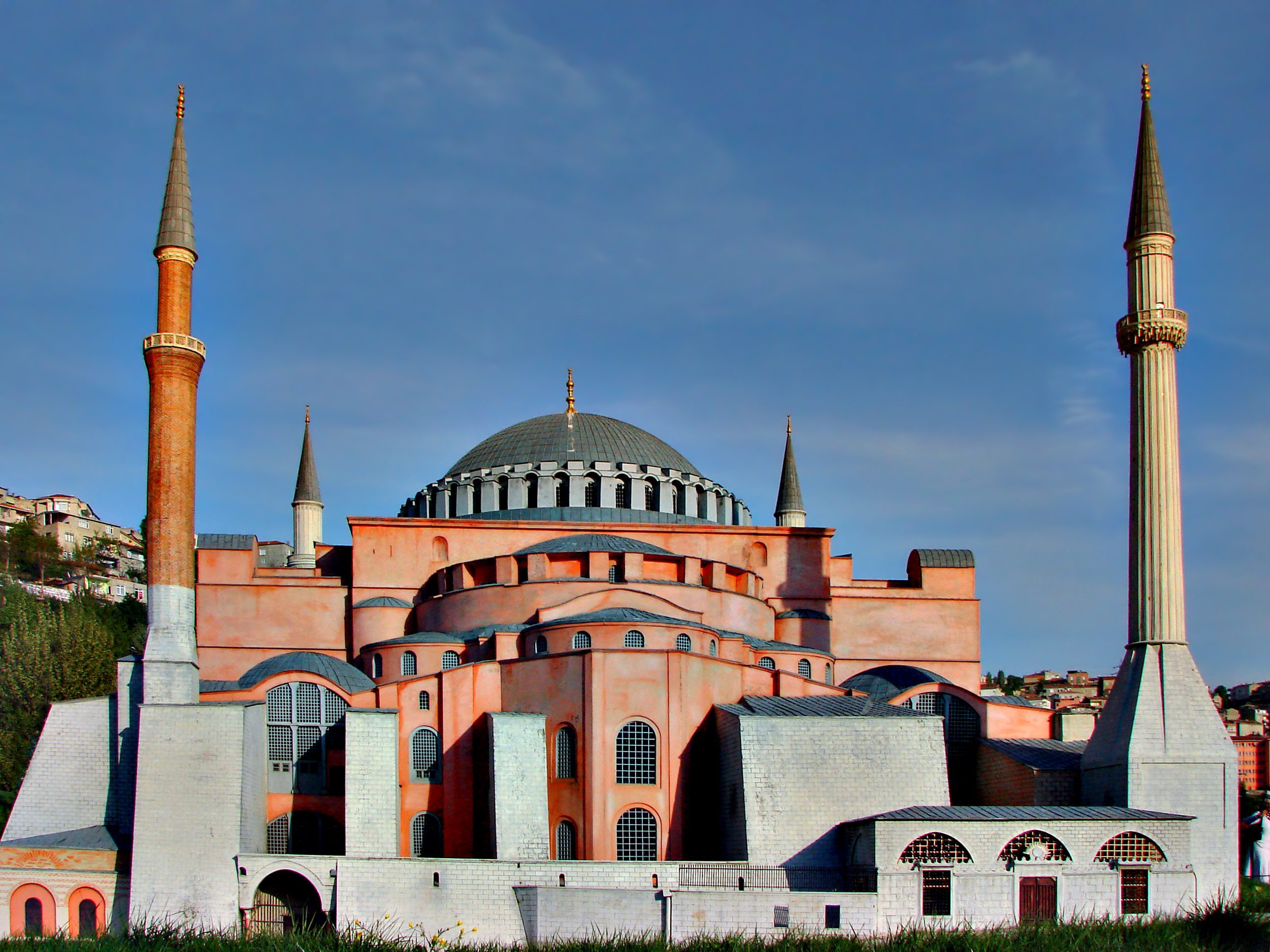
Hagia Sofia

Osmanskou říši vytvořili Turci, kteří se na počátku 14. století usadili na hranicích s Byzantskou říší a postupně ovládli rozsáhlé území. Součástí jejich politiky byla aktivní stavební činnost, spočívající nejen ve stavbě strategicky důležitých měst, ale i v investicích do architektonicky jedinečných děl.
Osmanská architektura byla ovlivněna architekturou Byzantské říše, především chrámem Hagia Sofia v Istanbulu. Přesto nelze říci, že by v chrámu osmané rozvíjeli byzantskou architekturu. Přeměnili totiž křesťanskou baziliku na mešitu a začlenili tak zajímavé prvky byzantské architektury do své.
Ačkoli architektura této říše prošla několika výraznými obdobími, lze tvrdit, že jejím základním znakem je důraz na kopuli, která se pro jejich architekturu stala typickým znakem. Vývojově lze sledovat, jak v jednotlivých obdobích zvládali techniky, které jim umožnily stavět různě technicky náročné kopule. Osmané prakticky v každém městě postavili mešitu s centrální kopulí, ta byla často doplněna polokopulemi či menšími kopulemi. Nejvýraznější stavbou tohoto typu je mešita sultána Süleymana.
Ostatní typy staveb a stavební techniky byly pro osmanskou architekturu méně typické, světská architektura navazuje na předchozí zkušenosti, ale dost často se přizpůsobovala potřebám stavitele či jeho finanční situaci. Důležitým znakem osmanské architektury je její začlenění do terénu, kterému byla věnována značná pozornost a které je na svou dobu velmi propracované. Naopak je, oproti jiným islámským architekturám, kladen menší důraz na zahradní architekturu.

#### Architektura Íránu

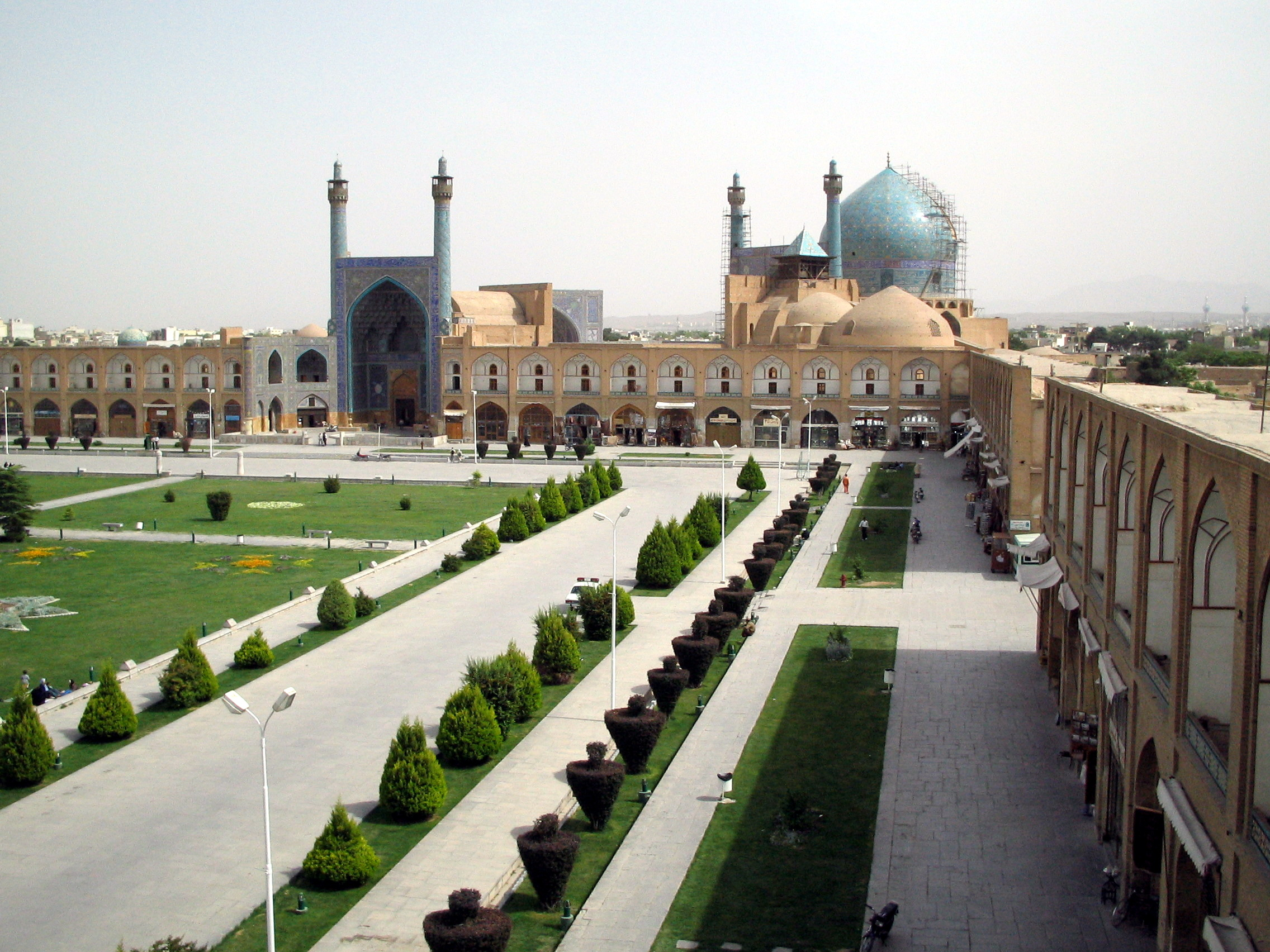
Nakš-e Džahán

Architektura Íránu je velmi ovlivněna jeho historií, která prošla několika zvraty. Po roce 1250 obsadil území Íránu mongolský chán Hulaghu. Po roce 1336 byl Írán rozdělen do několika států, které neměly velkou moc a jejich stavební činnost byla prakticky nulová. Architektura tohoto období je téměř neprozkoumaná, jelikož se nachází v oblastech pro archeology těžce přístupné a velká část staveb byla několikrát přestavována, čímž se změnil jejich vzhled a i účel. Největšími vynálezy této doby jsou zdvojená kupole a odlehčování zdiva slabými průzory. Poprvé byly tyto novinky aplikovány na velkou stavbu na Mauzoleu chána Öldžejtü, které je nejvýznamnější stavbou 14. století. Později tyto vynálezy umožnily rozvinout původní architekturu do monumentální podoby. Ještě v tomto období byl na islámské architektuře v Íránu patrný vliv perské architektury.
Roku 1395 dobyl a znovu sjednotil Írán Tamerlán, který založil dynastii Timurovců, kteří ovládali Írán až do roku 1501. Stavitelská činnost Timurovců (především Tamerlána) je poměrně dobře prostudována. Architektura tohoto období rozvinula předchozí zkušenosti, rozvinul se především systém geometrické výzdoby, důraz byl kladen na barvu, a to jak celku, tak detailu.

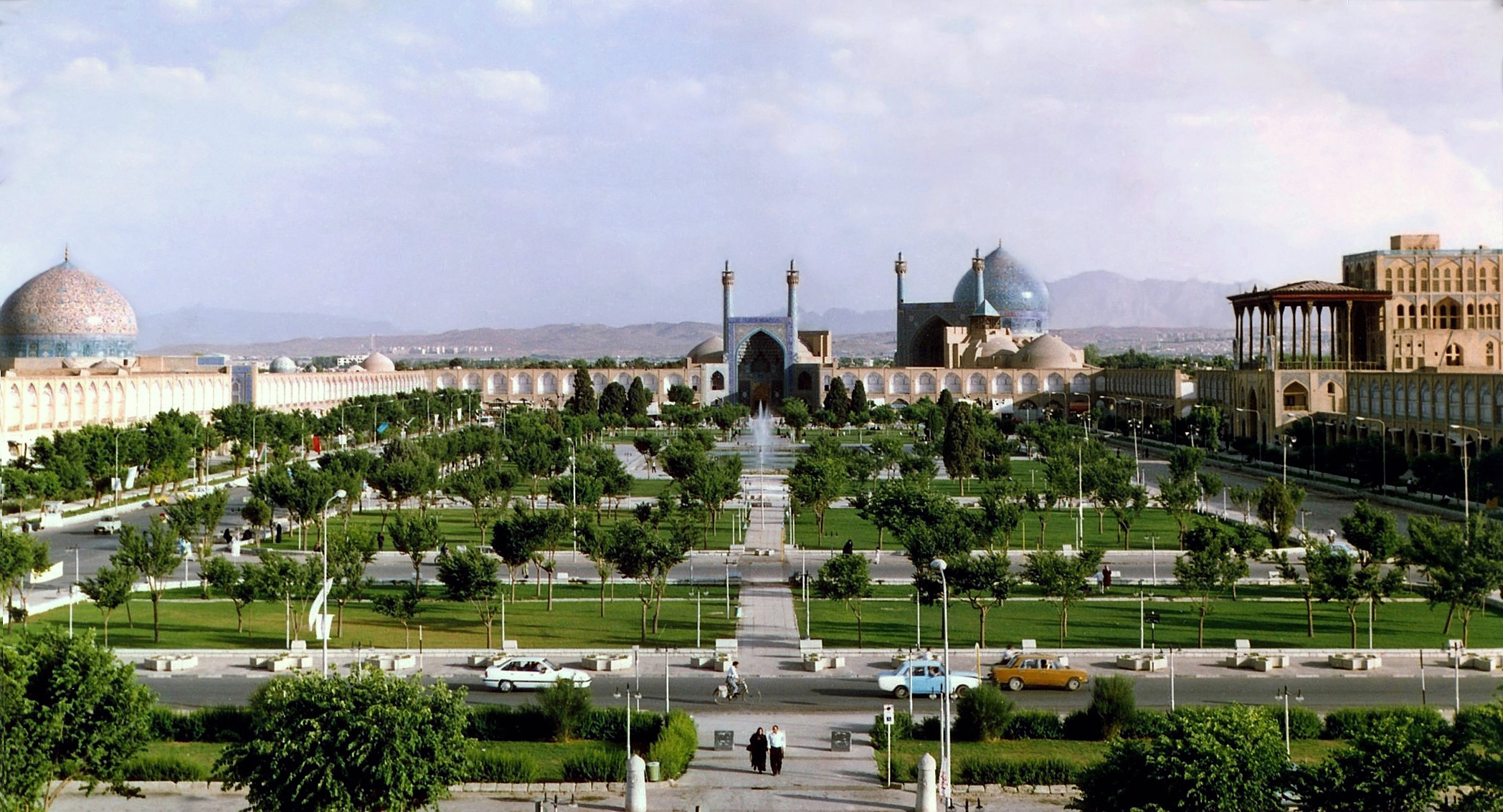
Isfahán

Roku 1501 se vlády zmocnili Safíovci, kteří propagovali šíitské pojetí islámu. Jejich stavební činnost byla skutečně velmi rozsáhlá, technicky však pouze rozvíjeli výdobytky předchozích období. Objevem této doby je spíše důraz na budování parků a okrasných zahrad, které dotvářely celkový dojem. Civilní architektura není příliš známa a pravděpodobně se rozvíjel klasický arabský dům. Významným prvkem architektury tohoto období je budování hraničních pevností, které mají nejen vojenskou, ale i estetickou rovinu.
V tomto období byla vybudována či výrazně přebudována celá řada měst, v nichž vzniklo mnoho monumentálních staveb zpravidla náboženského charakteru. Pro tyto stavby je typická kopule, značné využívání zlata a spojování konstrukčních a ozdobných prvků. Za nejvýznamnější stavbu je považováno Královské náměstí v Isfahánu, kolem nějž vznikla celá řada budov. U většiny komplexů není známo, zda byly stavěny podle celkového plánu, anebo zda se stavby uspořádávaly podle okamžité potřeby.
Po pádu této dynastie (1722) architektura pozvolna upadla a její úroveň v 18. a 19. století je výrazně nižší než v předchozím období. Celkový úpadek dokreslila i klesající úroveň řemeslné kvality.

#### Mughalská architektura

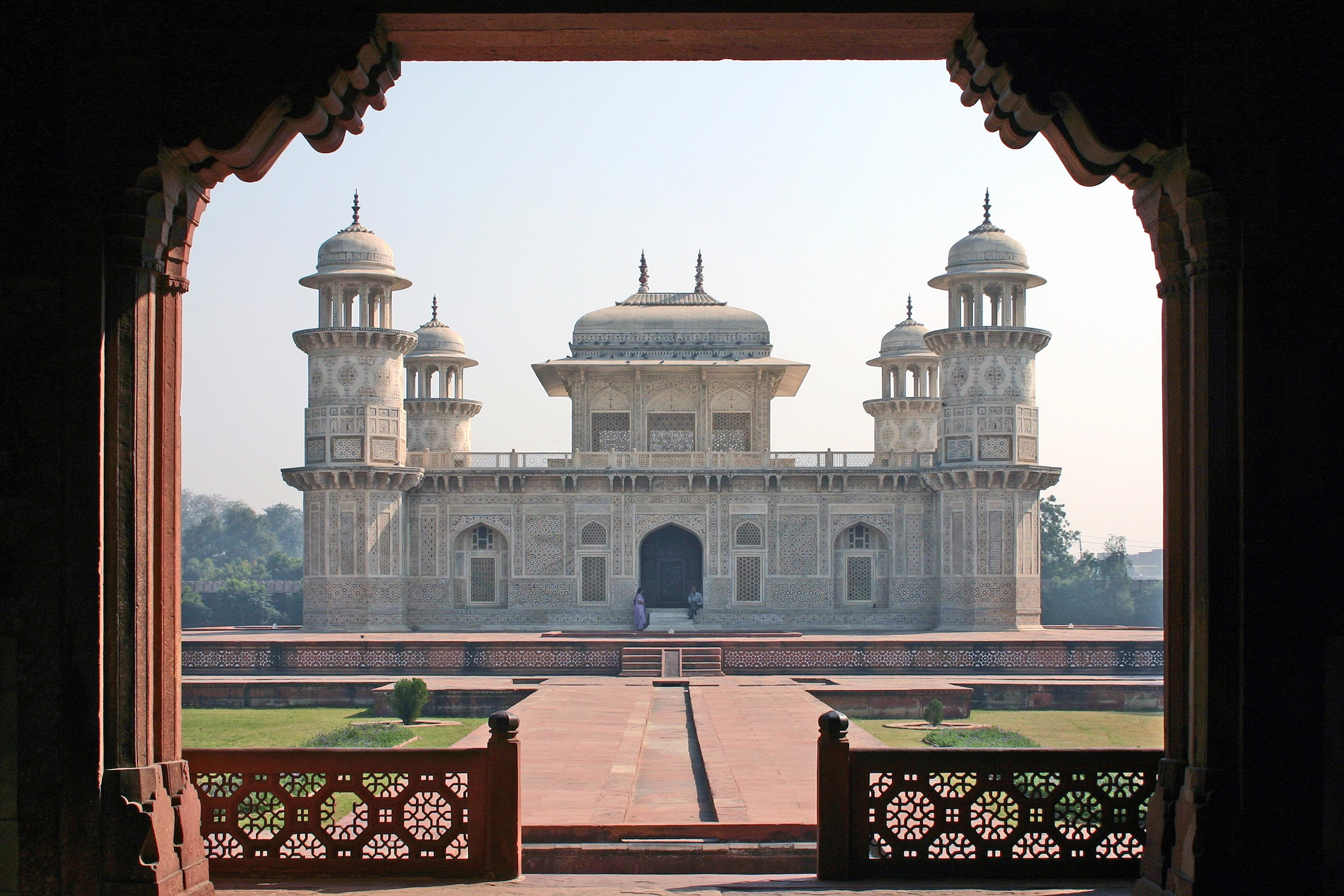
Ukázka architektury v Agře

V 16. století vznikla vzájemným ovlivněním islámské, hinduistické a perské architektury v Indii v Mughalské říši jedinečná architektura. Převzetím jiných typických prvků došlo k vytvoření zvláštního stylu. Tento styl nepřinesl žádná nová konstrukční řešení. Do islámské architektury však díky tomuto setkání architektonických proudů pronikla práce s vodou či snaha o symetrii. Stavby měly vyjadřovat krásu a majestátnost.
První stavbou, na níž se začal tato architektura rodit, je patrně mešita Kiláekuhna, která vznikla ve Staré pevnosti v Dillí postavené v Dillíském stylu. Obecně lze tuto stavbu zařadit do perské architektury, přesto se v ní objevují islámské prvky, jako je zpracování kopule. Patrný je i vliv indických stúp, patrná je i větší úloha mramoru a snaha o využití světla, která se stala v mughalské architektuře důležitou. Tato architektura se však výrazněji rozvinula až za vlády Akbara (1556–1605), který se v říši pokusil sloučit tradice všech obyvatel. V náboženských otázkách se sice nesetkal s úspěchem, přesto se tato snaha mohutně odrazila v architektuře. Sídelním místem Akbara byla Ágra, v níž probíhala čilá stavební aktivita. Roku 1569 se rozhodl vybudovat nové sídelní město Fatéhpur Síkrí, které je největší ukázkou této architektury a urbanismu. V celém městě je zřejmý plán, který počítal s využíváním prostoru tak, aby ho bylo mezi jednotlivými komplexy tolik, aby nebylo třeba budovat ulice. Každý komplex má hlavní budovu, přičemž jejich osy směřují k dalším hlavním budovám. Jednotlivé komplexy se skládají z monumentálních budov, využívají se kontrasty použitých materiálů, zahrady. Velmi pečlivě jsou rozpracovány prvky dokreslující ráz stavby jako např. schodiště, okna atp. Velká pozornost je věnována i celkovému využití terénu.

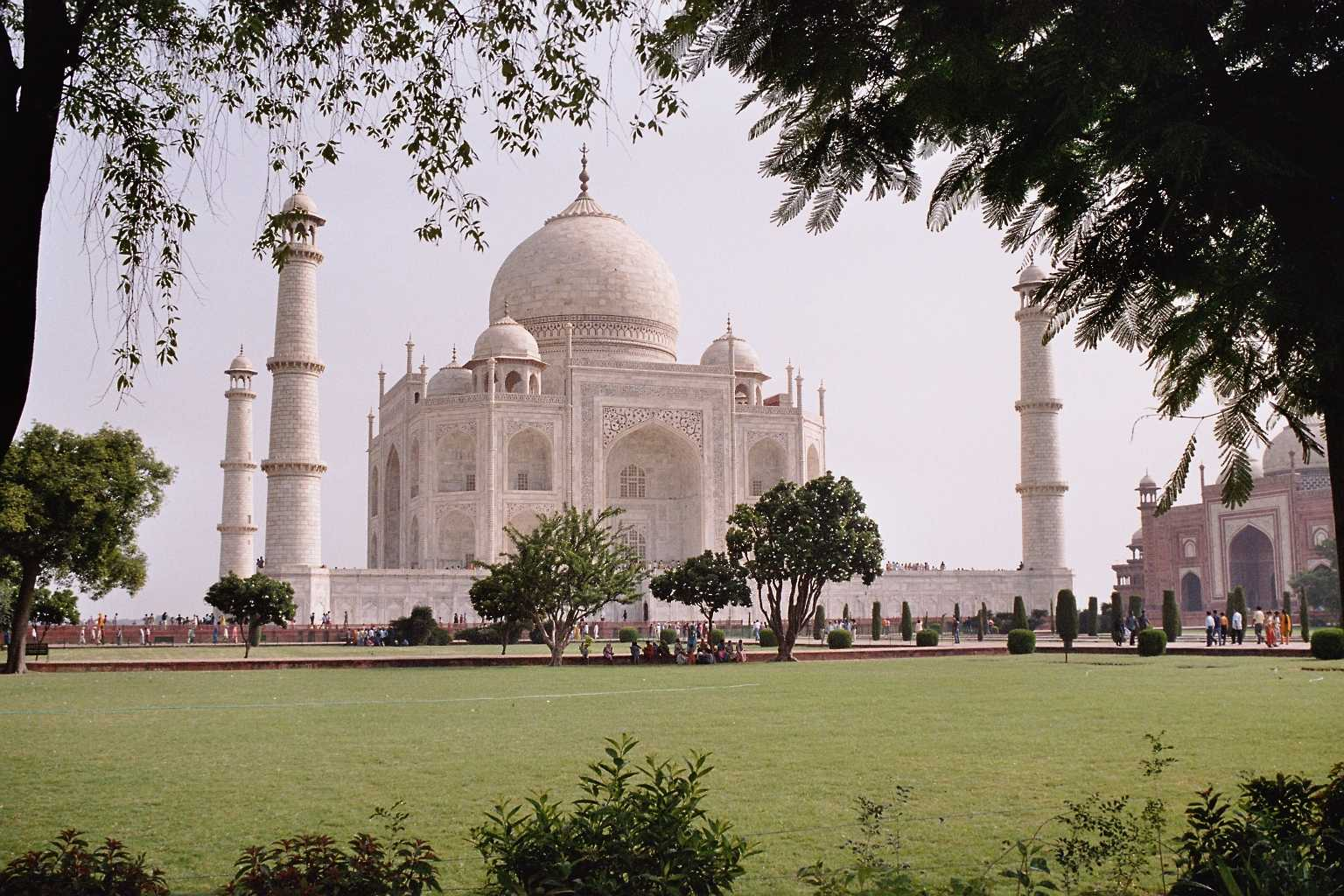
Tádž Mahal

Nejznámějším a patrně i nejhonosnějším příkladem této architektury je Tádž Mahal, který dal v Ágře vybudovat Šáhdžáhán jako mauzoleum pro svou manželku. Tato stavba reprezentuje vrchol islámské architektury v Indii a patří mezi vrcholné ukázky architektury vůbec. Tádž Mahal byl dokončen v roce 1648, stavba byla tak nákladná, že ohrozila ekonomiku celé Mughalské říše. Stavba je dokonale symetrická, jedinou výjimkou je sarkofág, který je umístěn v kryptové místnosti mimo její centrum. Monumentálnost je umocněna čtyřmi minarety a tím, že není umístěna uprostřed parku, ale až na jeho konci, aby se odrážela ve vodním kanále.
Poté již mughalská architektura postupně upadala a po roce 1700 již prakticky neexistovala, přesto tato architektura ovlivnila islámskou architekturu nejen Indie a Pákistánu, ale i Afghánistánu a některé její myšlenky se dostaly do Číny.

#### Islámská architektura ve Španělsku

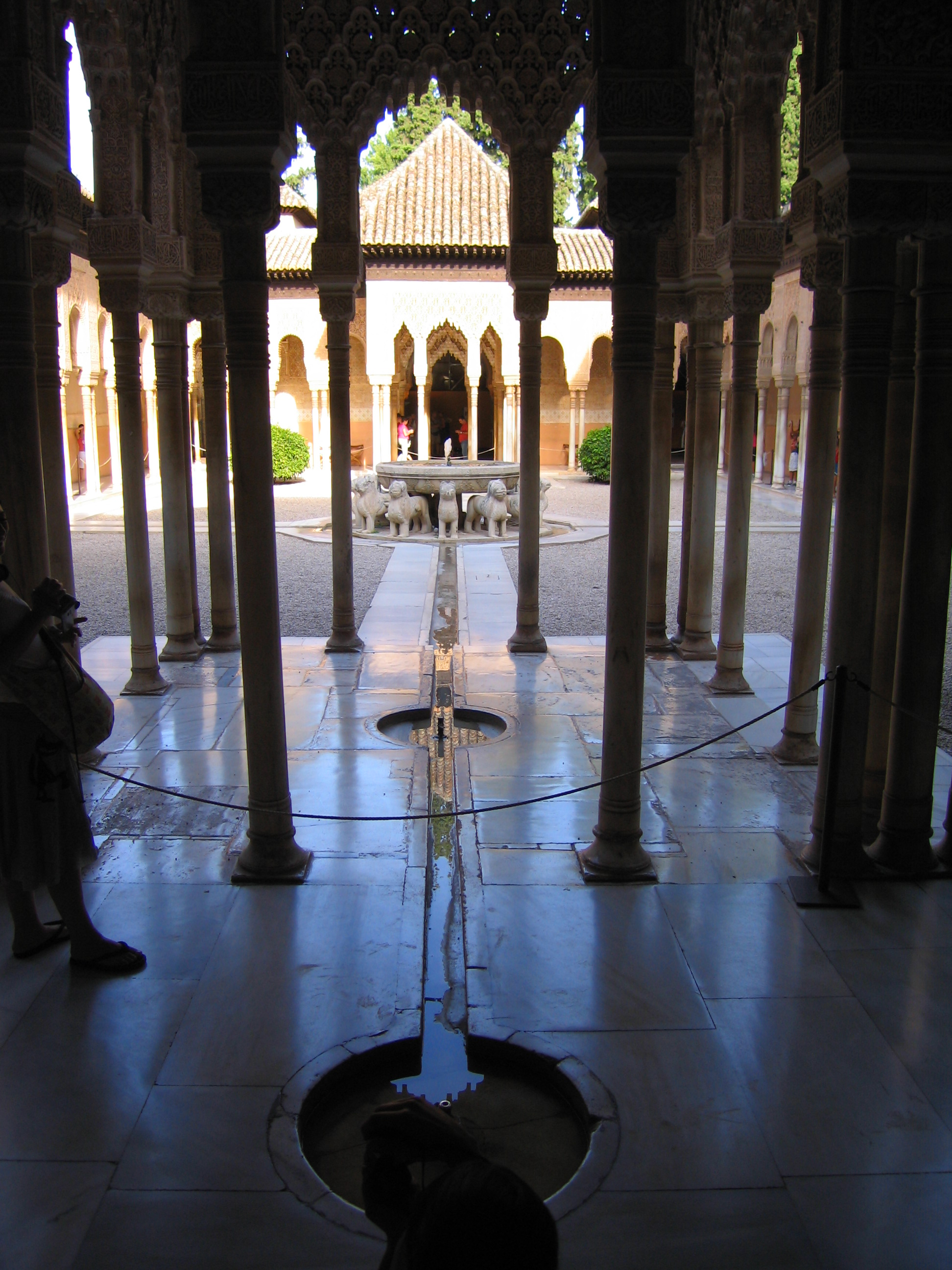
Alhambra, síň Lvů, na fotografii je vidět konstrukční řešení pomocí mnoha sloupů

Ve Španělsku proběhla ve 13. století reconquista, po níž se vliv islámu omezil na malé území nedaleko Granady. Na tomto území pak vlastně pokračoval vývoj, který byl započat v umajjovském období, přetrvaly zde i klasické rysy, jako je značné množství sloupů, velké kopule a velmi propracovaná dekorace. Na tomto území takto vznikl jedinečný komplex Alhambra, který i díky svému prostorovému uspořádání patří mezi vrcholná díla světové architektury. I v této oblasti se projevila snaha budovat zahrady, které byly spojeny s využíváním vodních ploch.
Na konci 15. století bylo toto území ovládnuto křesťany, přesto lze říci, že vliv islámské architektury se ve španělské architektuře nadále uplatňoval a některé prvky lze najít ještě ve španělských barokních stavbách, zahradní architektura pak byla ve Španělsku ovlivněna islámem ještě v 19. století.

### Moderní islámská architektura

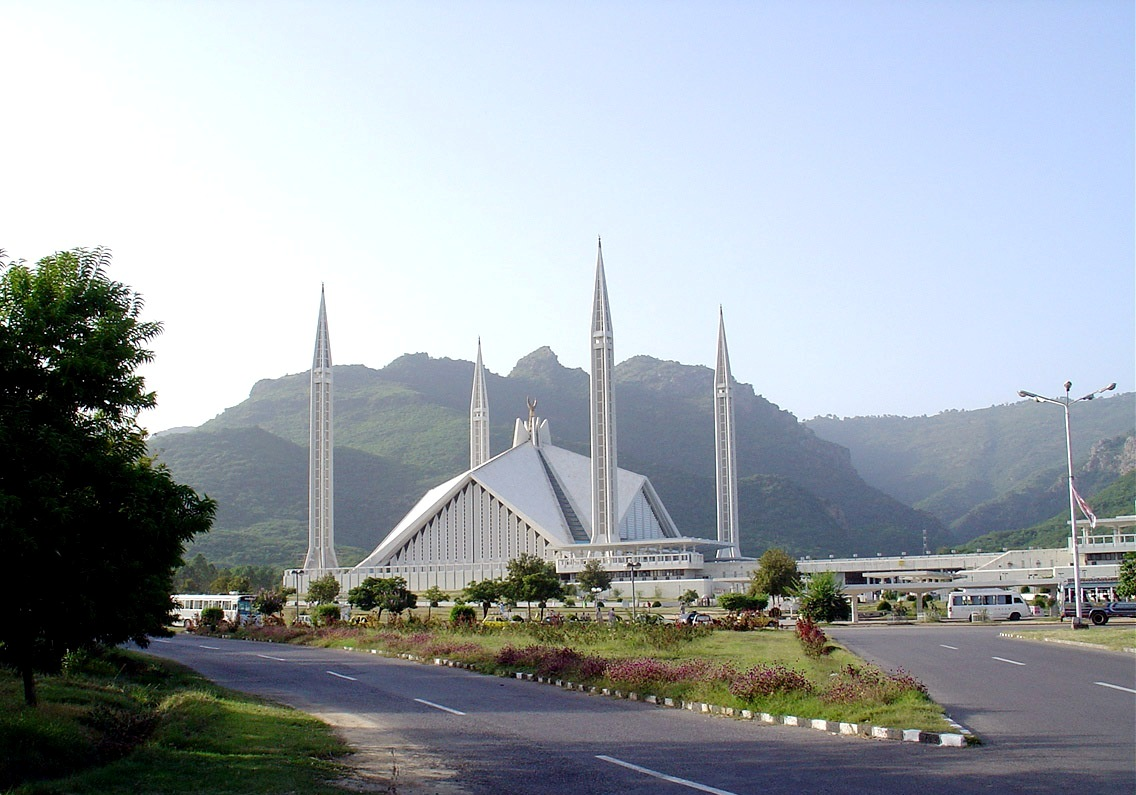
Faisal Masjid, mešita dokončená v roce 1986

O moderní islámské architektuře se hovoří v souvislosti s architekturou po druhé světové válce. Ve druhé polovině 20. století se vyštěpily dva základní proudy, z nichž jeden se snaží obnovit tradice a vlastně tak pouze kopíruje minulé myšlenky a druhý proud se nechal ovlivnit myšlenkami populárními v Evropě a Spojených státech. Existuje ještě třetí proud, který však opouští hranice tradic islámské architektury a snaží se najít vlastní cestu, která již pravděpodobně nepatří do islámského umění, ale tvoří samostatnou kapitolu moderny a postmoderny. Směry, které vyšly z islámských tradic, byly zpočátku ve složité situaci, neboť islám byl v mnoha státech vinou kolonizace vytlačen na periferii a mezi vzdělanci se prakticky nevyskytoval. Takový vývoj samozřejmě způsobil utlumení islámské architektury. Když se znovu stal islám státním náboženstvím, nastal v architektuře problém, protože jí chyběly nové nosné myšlenky. Přesto mimo tradiční stavby, jako jsou mešity, vzniká celá řada nových, výstavních budov, které nesou jinak pojaté typické znaky islámské architektury, práce s novými materiály umožňuje vytvářet stavby, které zapadají do typicky muslimského světa, a přesto posouvají architekturu do nových oblastí.
V Evropě a USA vznikají především nové, malé mešity, které slouží menšinové muslimské komunitě, tyto stavby v drtivé většině případů napodobují káhirské nebo turecké mešity za použití moderních technologií, některé mešity však vznikají v budovách evropského rázu.

### Okrajové proudy islámské architektury
Vzhledem k mohutnému šíření islámu se mimo hlavní proudy v této architektuře vyskytly i tendence, které neměly příliš velký dopad na architekturu a ani v nich nevznikly příliš monumentální stavby. Zpravidla se jedná o oblasti, kde nebyl islám dominantním náboženstvím, anebo o chudé oblasti, které se velmi brzy oddělily od centra. Často se také jedná o regiony, kde islám prakticky neexistoval, ale v oblasti působila řada islámských obchodníků (např. střední Afrika, kde vznikla řada menších mešit, které zpravidla kopírují stavby z oblastí s větším islámským vlivem).

#### Islámská architektura v saharské Africe

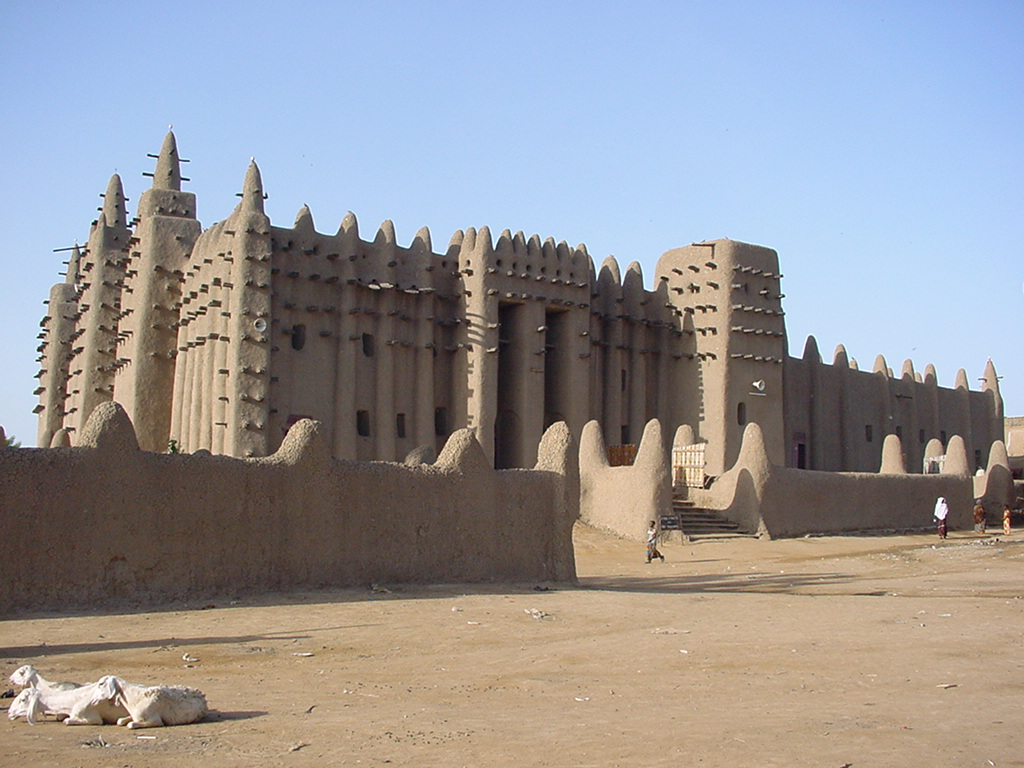
Hliněná Velká mešita v Djenné

Po ovládnutí Egypta a severní Afriky začali islámští obchodníci pronikat dále na západ a nesli s sebou i svoji kulturu. Týká se to především území Ghanské říše, kde se stal touto cestou islám poměrně významným náboženstvím. Podle některých údajů bydleli obchodníci v Kumbi Salehu ve čtvrti s kamennými domy, čtvrť měla mít dvanáct mešit. Architektura této oblasti však nenabízela žádná nová řešení a nijak výrazně neovlivnila místní stavitelství. Islámská architektura takovýchto oblastí je nutně ovlivněna místní, protože její stavby většinou stavěly místní řemeslníci, kteří s některými prvky, jako je kopule, neměli zkušenosti. Raritou je hliněná mešita Sankore v Timbuktu, která kopíruje Velkou mešitu v Djenné.

#### Islámská architektura v Číně

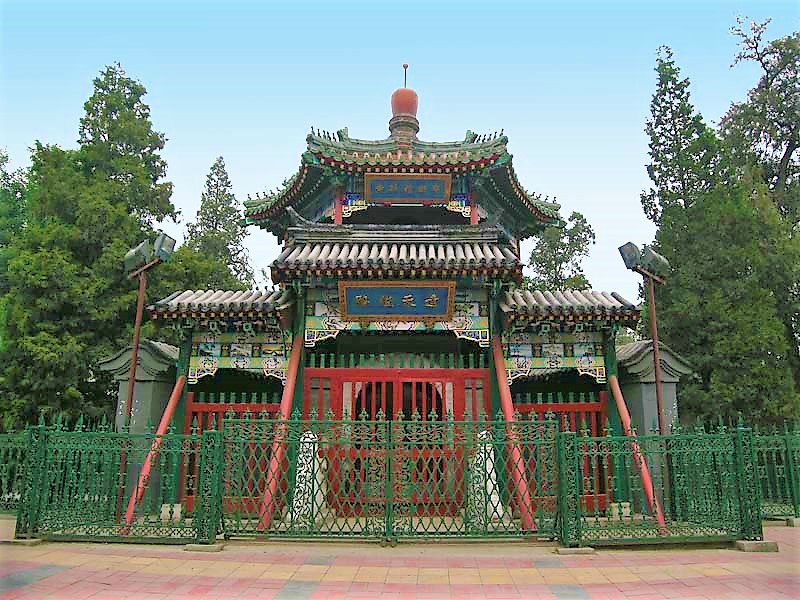
Mešita Niujie – typická ukázka čínského vlivu na islámskou architekturu

V Číně byl islám vždy menšinové náboženství, přesto její území ovlivnil, když na její území pronikla řada islámských obchodníků a byly proti ní zaměřeny i některé výpady islámských vojsk. V čínské islámské architektuře se potkaly dva poměrně odlišné styly, což byla čínská architektura a islámská architektura. Spojení navázalo na některé styčné prvky – především na snahu o majestátnost, smysl pro symetrii a zájem o zahradní architekturu. Ovlivnění místní architekturou tak vytvářelo mešity, které se přibližovaly pagodám, a to především ve zpracování střech a minaretů.
První známá mešita v Číně byla postavena v 7. století, ale skutečný průnik islámu do Číny nastal až za dynastie Tchang, kdy byla postavena i největší čínská mešita – Velká Mešita Si'an. Ostatní stavby, které postavili v Číně muslimové, prakticky patří do architektury Číny, neboť přejímají minimum prvků typických pro islámskou architekturu.